# Högås kyrka
Högås kyrka är en kyrkobyggnad sedan 2010 i Bokenäsets församling (tidigare i Högås församling) i Göteborgs stift. Den ligger i Högås i Uddevalla kommun.

## Kyrkobyggnaden
Kyrkan uppfördes under åren 1867-1868 efter ritningar av arkitekt Otto August Mankell och invigdes den 21 juni 1870. Den medeltida kyrka, belägen strax söder om den nuvarande, revs. Nuvarande kyrka restaurerades 1931 under ledning av John Hedaeus
Dagens kyrka består av långhus med tresidigt avslutat kor i öster. Norr om koret finns en vidbyggd sakristia. Det fyrkantiga vidbyggda tornet i väster har ett sadeltak, krönt av två kors. Trappstenen vid sidoingången utgörs av medeltidskyrkans altarhäll. 

## Inventarier
- Altartavla från 1931 utförd av John Hedaueus och med motivet Jesu bergspredikan.
- Dopfunt av trä, liksom den vitmålade predikstolen i nyklassisistisk stil.
- Dopfat från 1500-talet med en avbildning av Adam och Eva.
- De två stora kristallkronorna inköptes 1869 av Uddevalla kyrka, där de hängde ursprungligen.

## Fornminnen
Utanför kyrkogården finns ett mindre forntida gravfält.

## Bilder

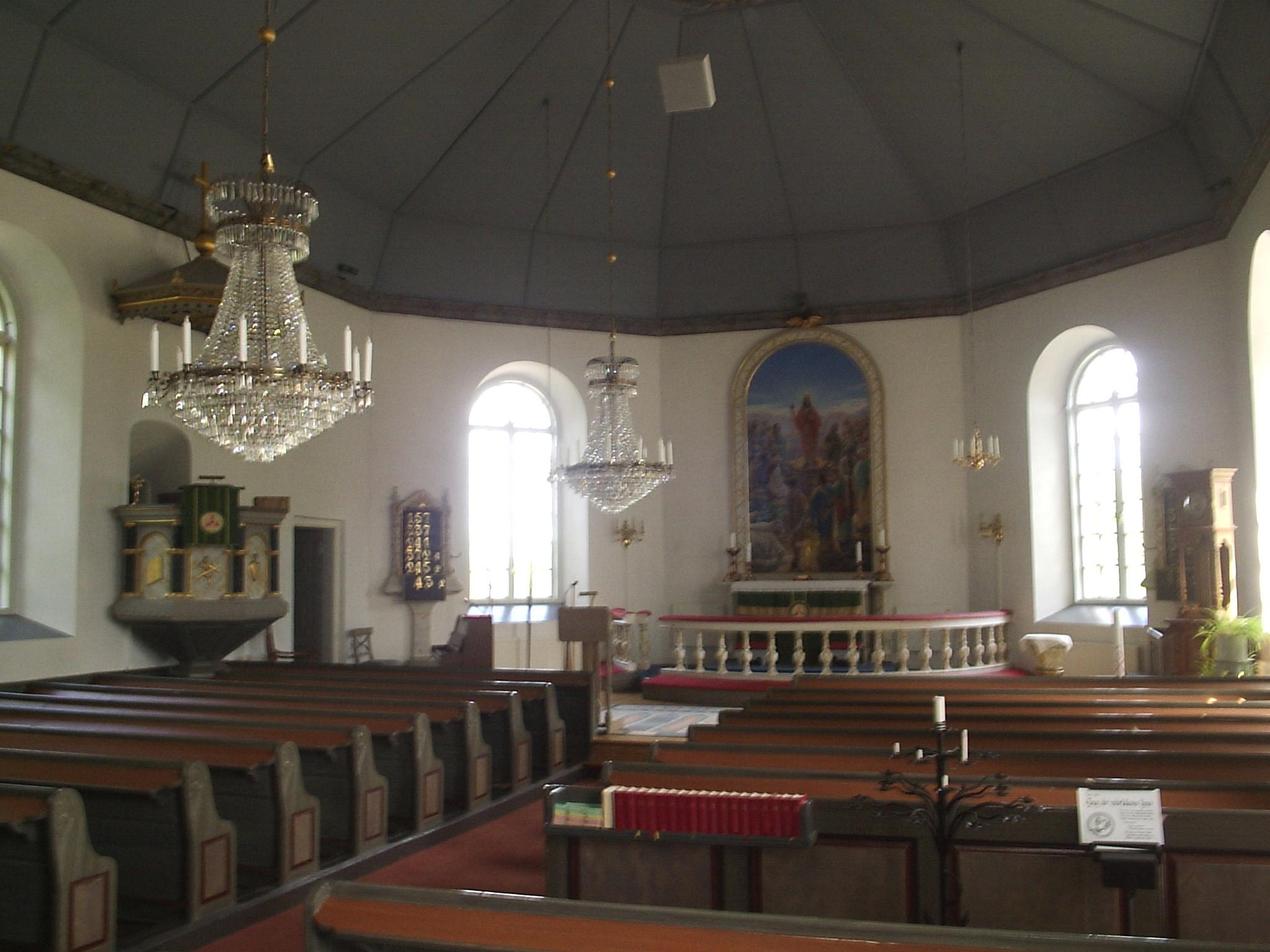
Interiör
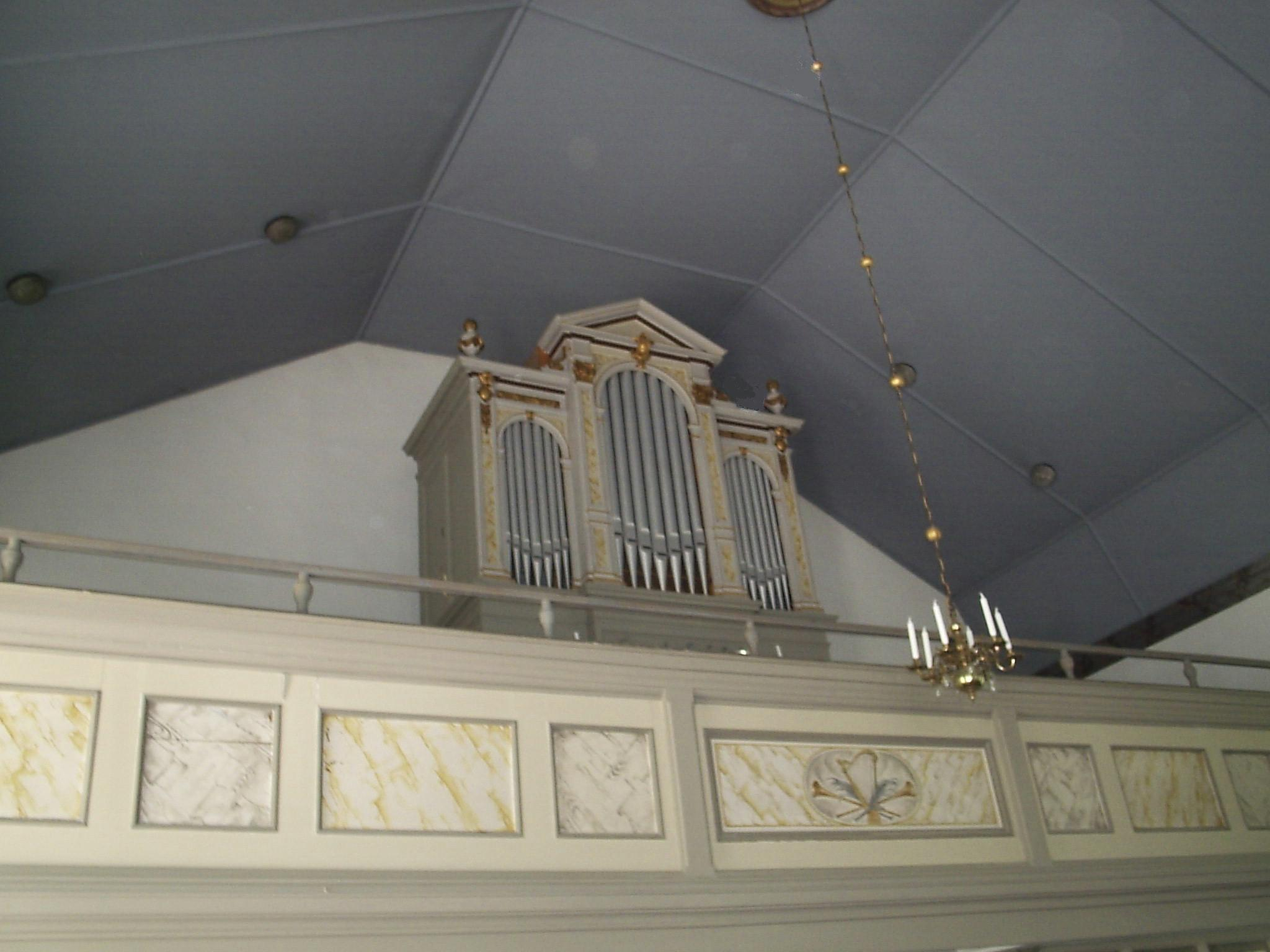
Orgelläktaren
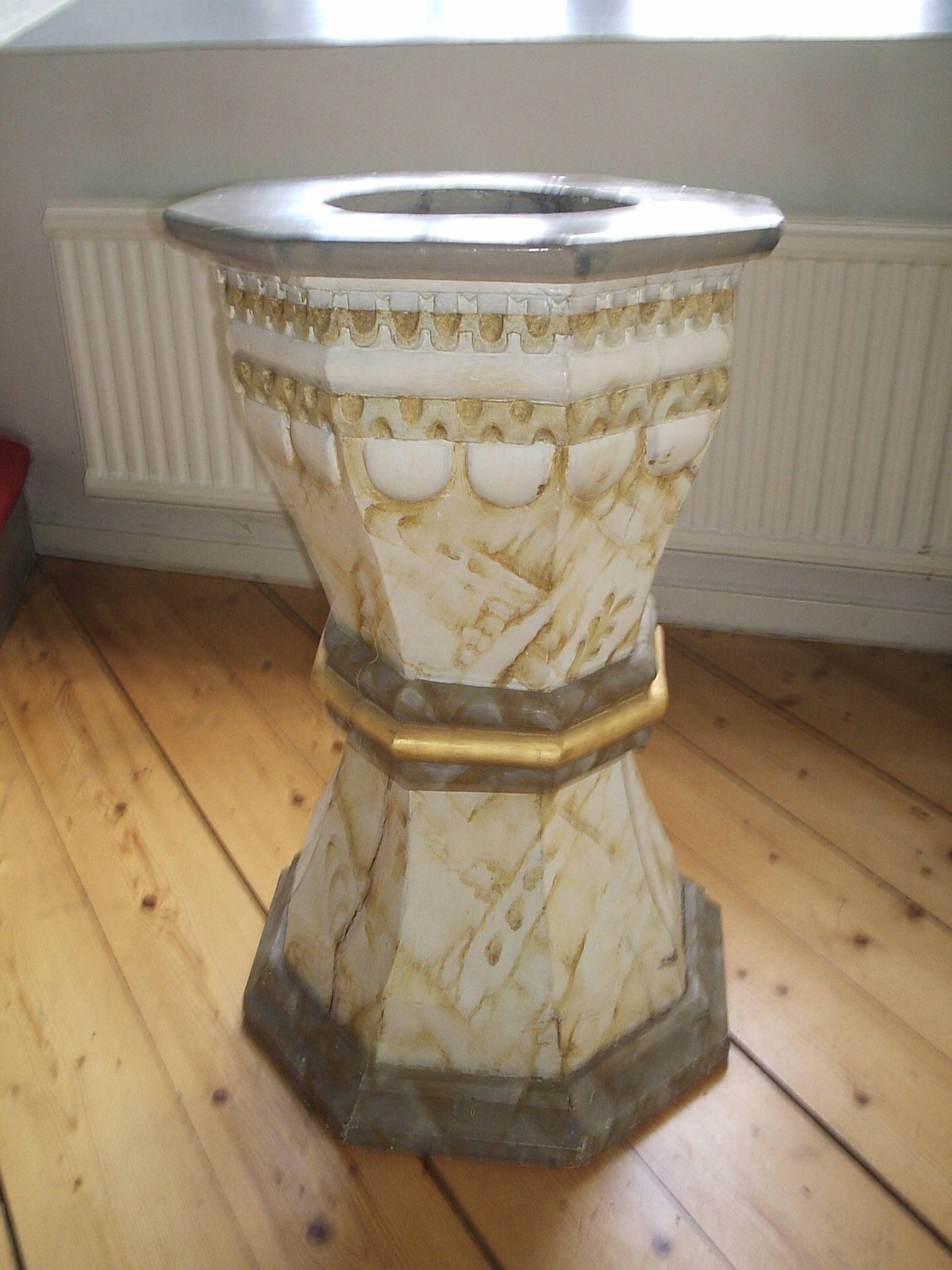
Dopfunten
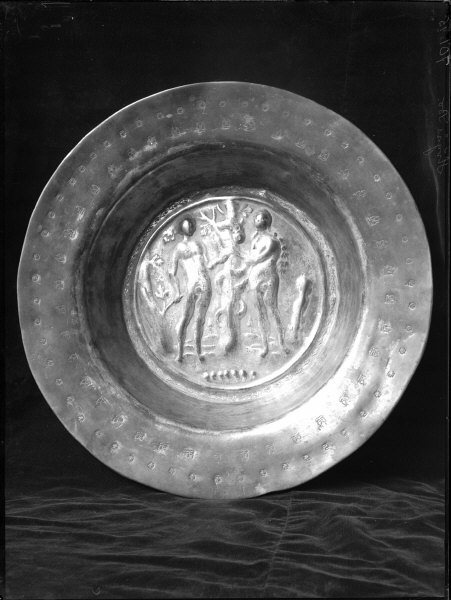
Dopfatet